# تارو و جیرو
تارو و جیرو (انگلیسی: Taro and Jiro) دو سگ هاسکی ساخالینی بودند که برای یازده ماه در جنوبگان پس از آن که در سال ۱۹۵۸ هیئت اعزامی تحقیقاتی قطب جنوب ژاپن آنها را در جنوبگان رها کرد، زنده ماندند. به دلیل شرایط بد آب و هوایی، هیئت اعزامی نتوانست ۱۵ سگ را که به زنجیر بسته شده بودند و فقط چند روز غذا داشتند، با هواپیما منتقل کند. از این ۱۵ سگ، هفت سگ روی زنجیر مردند، شش تای آنها ناپدید شدند و دو سگ تارو و جیرو با موفقیت زمستان گذرانی کردند و در بهار بعد توسط گروه تحقیقاتی بعدی کشف شدند. سگ‌ها پس از کشف خود تبدیل به یک موضوع رسانه ای شدند و به نمادهای ژاپنی استقامت و مقاومت تبدیل شدند. جیرو در قطب جنوب ماند و در آنجا به عنوان یک سگ کار در سال ۱۹۶۰ درگذشت. تارو به ژاپن آورده شد و در سال ۱۹۷۰ در آنجا درگذشت. جسد هر دوی آنها تاکسیدرمی و به نمایش گذاشته شد و چندین بنای یادبود برای سگ‌ها در ژاپن برپا شده‌است.